# بحيرة الامو
بحيرة الامو ألامو هي المكان المخصص للتعداد في مقاطعة لا باز، أريزونا، الولايات المتحدة الأمريكية. كان عدد سكانها 25 اعتبارا من تعداد عام 2010.